# Saalebrücke Alsleben
Die Saalebrücke Alsleben ist eine denkmalgeschützte Straßenbrücke, die das am linken Ufer der Saale gelegene Alsleben in der Verbandsgemeinde Saale-Wipper im Salzlandkreis in Sachsen-Anhalt mit dem rechten Ufer und dem dort gelegenen Ort Mukrena verbindet. Die Brücke hat zwei Fahrspuren und beidseits je einen schmalen Gehweg. Sie gilt als erste vorgespannte Stahlbeton-Brücke mit nachträglichem Verbund.
Die nächsten Brücken flussaufwärts sind die Eisenbahnbrücke zwischen Könnern und Belleben auf der Strecke Halle–Halberstadt und die sieben Straßenkilometer entfernte Brücke der Landesstraße 154 bei der Georgsburg zwischen Könnern und Nelben. Flussabwärts folgen kurz nach der Schleuse Alsleben die ehemalige Eisenbahnbrücke Alsleben und nach weiteren zweieinhalb Kilometern die Saalebrücke Beesedau der BAB 14.

## Geschichte
Zwischen Alsleben und Mukrena verkehrte zunächst eine Fähre, die 1867 durch eine Pontonbrücke ersetzt wurde. Schon 1891 beklagte man, dass sie dem gestiegenen Verkehr nicht mehr gerecht werde. Überlegungen über den Bau einer festen Brücke scheiterten an Finanzierungsfragen und wurden durch den Ersten Weltkrieg hinfällig.
Erst 1927 fasste die Stadt Alsleben den endgültigen Beschluss zum Bau der Brücke und beauftragte die Niederlassung Leipzig der Bauunternehmung Dyckerhoff & Widmann mit der Planung, die weitgehend von dem bedeutenden Bauingenieur Franz Dischinger ausgearbeitet wurde. Nach einer Ausschreibung erhielt das Unternehmen auch den Bauauftrag.
Bereits Mitte März 1928 begannen die Bauarbeiten, die schon im Dezember des gleichen Jahrs beendet wurden. Am 20. Dezember 1928 fand die feierliche Verkehrsübergabe statt.

## Beschreibung
Die Hauptbrücke ist eine Stahlbeton-Bogenbrücke mit abgehängter Fahrbahn, die mit einer Stützweite von 68 m die hier auf der rechten Seite des Flusses verlaufende Fahrrinne überquert. Ihr rechter Pfeiler steht deshalb am Ufer, ihr linker knapp 30 m vor dem anderen Ufer im Wasser.
Vom linken Ufer aus stellen zwei Betonbögen mit obenliegender Fahrbahn und mit Stützweiten von 26,10 m bzw. 28,60 m über dem Hochwasserbett und über dem flachen Wasser die Verbindung zur Hauptbrücke her. Auf der rechten Seite schließen sich drei Vorlandbögen mit Stützweiten von 11,50 + 10,50 + 9,75 m an.
Die Hauptbrücke hat zwischen den Brüstungen eine Breite von 10,88 m, die sich in 6 m für die Fahrbahn und je 1,5 m für die Gehwege sowie den für die Hängestangen und die Schrammborde benötigten Platz aufteilt.
Die insgesamt 154,45 m lange Brücke ist im Grundriss gerade mit Ausnahme der Vorlandbrücken auf dem rechten Ufer, die eine für heutige Verhältnisse äußerst enge Kurve mit einem Radius von rund 40 m beschreiben.
Ursprünglich hatte die Brücke eine lichte Höhe von 4,50 m, die sich aus der Differenz zwischen dem auf + 65,51 m NN festgelegten höchsten schiffbaren Wasserstand und der Unterkante des Stromüberbaus bei + 70,01 m NN ergab. Nach dem Wasserstraßenausbau in den Jahren 1933 bis 1942 wird heute eine Brückendurchfahrtshöhe von 5,25 m über HSW ausgewiesen.

## Technische Einzelheiten
Die Hauptöffnung wird von zwei parallel zueinander angeordneten Stahlbetonbögen überbrückt, die als vorgespannte Zweigelenkbögen mit Zugband und mit nachträglichem Verbund ausgeführt sind.
Die parabelförmigen Zweigelenkbögen haben bei einer Stützweite von 68,00 m und einer Pfeilhöhe von 11,33 m ein Pfeilverhältnis von 1:6. Die Bogenträger haben einen I-förmigen Querschnitt. Ihre Höhe von 1,80 m im Scheitel nimmt zu den Kämpfern hin um 10 cm auf 1,90 m zu. Ihre Gurte sind 0,90 m breit, die Stege sind 0,45 m dick.
Der Horizontalschub der Bögen wird durch besondere Bauteile außerhalb der Bogenfüße auf stählerne Zugbänder übertragen, die in eine U-förmige Aussparung der Längsträger der Fahrbahnplatte eingelegt sind. Diese Zugbänder wurden zunächst offen verlegt, solange die Bögen und die Fahrbahn während der Bauarbeiten vom Lehrgerüst getragen wurden. Beim Ausrüsten und Absenken des Lehrgerüsts wurden die Zugbänder mit hydraulischen Pressen stufenweise so angespannt, dass sie den horizontalen Schub der Bögen aus ihrem Eigengewicht übernahmen. Die Fahrbahnplatte und die beiden Längsträger blieben dadurch von den Schubkräften der Bögen unbelastet. Anschließend wurde die Zugbänder in ihren Aussparungen einbetoniert. Dischinger meldete dieses von ihm bei der Saalebrücke erstmals eingesetzte Verfahren 1928 zum Patent an.
In jedem der Bögen sind 13 Hängestangen 44 × 44 cm aus Stahlbeton mit je vier Rundstählen aufgehängt, die die Fahrbahnplatte tragen. Zwischen den Bögen ist ein Windverband aus diagonal gekreuzten Stahlbetonstäben eingefügt. Die Horizontalkräfte werden über zwei senkrechte Windportale neben den dritten Hängestangen auf die Fahrbahnplatte übertragen.
Die Bögen, ihr Windverband samt Portalen und die Hänger wurden unmittelbar nach dem Ausschalen mit einer Putzschicht aus Hochofenzement versehen.
Das Geländer ist ebenfalls als Stahlbeton-Brüstung ausgeführt, das in der Ansicht eine markante durchgehende horizontale Linie bildet.
Die beiden Öffnungen auf der linken Seite des Flusses wurden als Stahlbeton-Dreigelenkbögen ausgeführt, auf denen die Fahrbahnplatte mittels Querwänden aufgeständert ist. Die Zwickel wurden durch Betonscheiben geschlossen.

## Weitere Entwicklung
Für die Benutzung der Brücke musste Brückengeld entrichtet werden, das aber nie ausreichte, um die Finanzierungskosten zu decken.
Kurz vor dem Ende des Zweiten Weltkrieges, in der Nacht vom 13. auf den 14. April 1945, wurde der zweite Bogen auf der linken Seite von der Wehrmacht gesprengt, bevor einen Tag später Alsleben von amerikanischen Truppen besetzt wurde. Schon am 17. Juni 1945 wurde allerdings der Wiederaufbau des gesprengten Bogens beauftragt, der trotz der großen Schwierigkeiten, die notwendigen Baustoffe, Geräte und Fahrzeuge zu beschaffen, am 21. Oktober 1945 fertiggestellt war.
Das Brückengeld wurde von der inzwischen amtierenden sowjetischen Militärverwaltung am 27. Juli 1946 abgeschafft.
Eine eingehende Untersuchung der Brücke im Jahre 1992 zeigte erhebliche Schäden, so dass eine grundhafte Instandsetzung in den Jahren 1997 bis 2000 notwendig wurde.